# Sebaea oligantha
Sebaea oligantha là một loài thực vật có hoa trong họ Long đởm. Loài này được (Gilg) Schinz miêu tả khoa học đầu tiên năm 1906.